# Wagner de Assis
Wagner de Assis (Rio de Janeiro, 18 de março de 1971) é um diretor, produtor e roteirista de cinema e escritor brasileiro.

## Biografia
Nasceu no Rio de Janeiro, em 18 de março de 1971. Graduou-se no curso de cinema, na Universidade Federal Fluminense (UFF).
Iniciou sua carreira como jornalista, na TV Globo, em 1992. Em 1997, fundou a produtora Cinética Filmes e Produções Ltda, e seu trabalho de maior destaque na direção de filmes está em obras com a temática espírita, tais como Nosso Lar (2010) e Kardec (2019).
Como escritor, lançou alguns livros da "Coleção Aplauso": "Reginaldo Faria – O Solo de Um Inquieto"; "Ilka Soares – A Bela da Tela; "Agildo Ribeiro – O capitão do riso"; "Stênio Garcia – Força da Natureza" e "Marcos Flaksman – Universos Paralelos", todos lançados pela Imprensa Oficial.
Também foi colaborador das novelas "Além do Tempo" (2015) e "Espelho da Vida" (2018/19), ambas da TV Globo, e autor da série de televisão "Rondon – O Grande Chefe" (2015), também da TV Globo.

## Filmografia

### Diretor
- 2004 – A Cartomante, com Pablo Uranga[5]
- 2005 – Carmem Miranda (documentário veiculado na exposição "Carmen Miranda para sempre")[6]
- 2010 – Nosso Lar[7]
- 2014 – Que Geração é Essa? (documentário)[8][9]
- 2017 – A Menina Índigo[10][11]
- 2019 – Amor Assombrado[12][13]
- 2019 – Kardec[14][15]
- 2022 – Chico Para Sempre (documentário sobre o médium Chico Xavier)[16]
- 2022 – Rogai Por Nos, Os Santos No Brasil (documentário)[17]
- 2023 – Ninguém É de Ninguém[18][19]
- 2024 – Nosso Lar 2: Os Mensageiros[20]
- 2024 – O Advogado de Deus[21]

### Produtor
- 2004 – A Cartomante
- 2010 – Nosso Lar
- 2017 – Os Transgressores, de Luis Erlanger[22]
- 2017 – A Menina Índigo[10][11]
- 2019 – Amor Assombrado[12][13]
- 2019 – Em Busca de Cinderela, de Vivian Perl
- 2023 – Ninguém É de Ninguém[18]

### Roteirista
- 1999 – Xuxa Requebra, de Tizuka Yamasaki
- 2000 – Xuxa Popstar, de Tizuka Yamasaki
- 2001 – Xuxa e os Duendes, de Paulo Sérgio Almeida e Rogério Gomes
- 2002 – Xuxa e os Duendes 2: No Caminho das Fadas, de Paulo Sérgio Almeida e Rogério Gomes
- 2004 – A Cartomante[5]
- 2010 – Nosso Lar[7]
- 2014 – Que Geração é Essa? (documentário)[8][9]
- 2016 – Rondon, O Desbravador, de Marcelo Santiago e Rodrigo Piovezan[23]
- 2017 – A Menina Índigo[10][11]
- 2019 – Amor Assombrado[12][13]
- 2019 – Kardec[14][15]
- 2023 – Ninguém É de Ninguém[18]
- 2024 – Nosso Lar 2: Os Mensageiros[20]
- 2024 – O Advogado de Deus[21]